# مقاطعة كتاب
مقاطعة كتاب هي مقاطعة في ولاية قشقداريا في أوزبكستان، ومركزها مدينة كتاب.